# NGC 4113
NGC 4113 (другие обозначения — NGC 4122, MCG 6-27-11, ZWG 187.9, KUG 1204+332, PGC 38451) — спиральная галактика в созвездии Волос Вероники. Открыта Джоном Гершелем в 1827 году.
Полный морфологический тип галактики записывается как  (R′1)SAB(rs,nr)ab. Галактика имеет очень вытянутое внутреннее кольцо, причём направление, в котором оно вытянуто, не соответствует ориентации бара в пространстве. Галактика имеет внешнее псевдокольцо типа R′1, но оно достаточно тусклое. Оно расположено между внешним резонансом Линдблада и внешним резонансом 4:1. Распределение показателя цвета g−i показывает, что в галактике присутствует ядерное кольцо, в котором происходит активное звездообразование. 
Этот объект занесён в Новый общий каталог дважды, с обозначениями NGC 4113 и NGC 4122. Гершель наблюдал галактику дважды, но не заметил, что наблюдал один и тот же объект, поэтому она получила два разных обозначения.